# Národní park Maputo
Národní park Maputo (MNP) se nachází na jihovýchodním pobřeží provincie Maputo v jižním Mosambiku. MNP byl zřízen 31. prosince 2021 sloučením dvou stávajících chráněných území – mořské rezervace Ponta do Ouro a speciální rezervace Maputo. Jeho souhrnná plocha je 1718 km², z toho 1040 km² pevniny a 678 km² mořské hladiny. Na jihu sousedí s jihoafrickým parkem iSimangaliso. Pobřežní nížina Maputaland (od moře až do 50 km do vnitrozemí) představuje unikátní kombinaci klimatu, geologie, oceánografie a pedologie, které vytvářejí vysokou heterogenitu a proměnlivost životního prostředí a umožňují bohatou rozmanitost suchozemských, mokřadních, pobřežních a mořských ekosystémů s jejich vysokou druhovou bohatostí.
V červenci 2025 bylo přibližně 90% rozlohy parku zapsáno na seznam světového dědictví UNESCO - rozšířením stájící jihoafrické položky Mokřadní park iSimangaliso.